# Всадник (эсминец)
«Всадник» — эскадренный миноносец (до 27 сентября (10 октября) 1907 года — минный крейсер) типа «Всадник».
Заводской номер при строительстве — S-116. 7 ноября 1905 вышел в море на испытания. Участвовал в Первой мировой войне, в том числе в минных постановках.
26 октября 1917 года вошёл в состав Красного Балтийского флота.
12 апреля 1918 года из-за невозможности проводки во льдах был оставлен в Гельсингфорсе, где был интернирован германским командованием. По условиях Брестского мирного договора и Гангеуддского соглашения с 5 по 7 мая 1918 года совершил переход в Кронштадт.
В годы Гражданской войны входил состав действующего отряда кораблей. 14 июня 1919 года участвовал в подавлении мятежа на форту «Красная Горка», 21 октября 1919 года — обороне Петрограда, 8 и 11 ноября 1919 года прикрывал и обеспечивал тральные работы.
В июле 1919 года был прикомандирован в Онежской военной флотилии и 21 апреля 1921 года вошел в состав Морских сил Балтийского моря. С 1 января 1923 года переименован в «Сладков». 18 октября 1928 года был передан Комгосфондов для разборки на металл и 20 июля исключён из состава РККФ.